# Stanley Paul Young
Stanley Paul Young est un biologiste américain né en 1889 à Astoria (Oregon) et mort en 1969.